# Адмирал Григорович (сторожевой корабль)
«Адмирал Григорович» — головной фрегат проекта 11356Р, состоящий на вооружении Черноморского флота России ВС России.
Фрегат входит в состав 30-й дивизии надводных кораблей. Наименован в честь адмирала Григоровича, военно-морского министра России в 1911 — 1917 годах.

## История постройки корабля
Фрегат «Адмирал Григорович» был заложен 18 декабря 2010 года на стапеле ССЗ «Янтарь» в Калининграде (заводской номер № 01357). Спущен на воду 14 марта 2014 года. С апреля по 30 декабря 2015 года проходил испытания.
10 марта 2016 года был подписан приёмосдаточный акт, 11 марта был поднят военно-морской флаг и корабль официально вошёл в состав флота.
Почётное шефство над кораблём приняла на себя Омская область.
Основу ударного ракетного вооружения составляют универсальные пусковые установки 3С14, использующие ракеты Калибр, Оникс и в перспективе Циркон.

## Служба

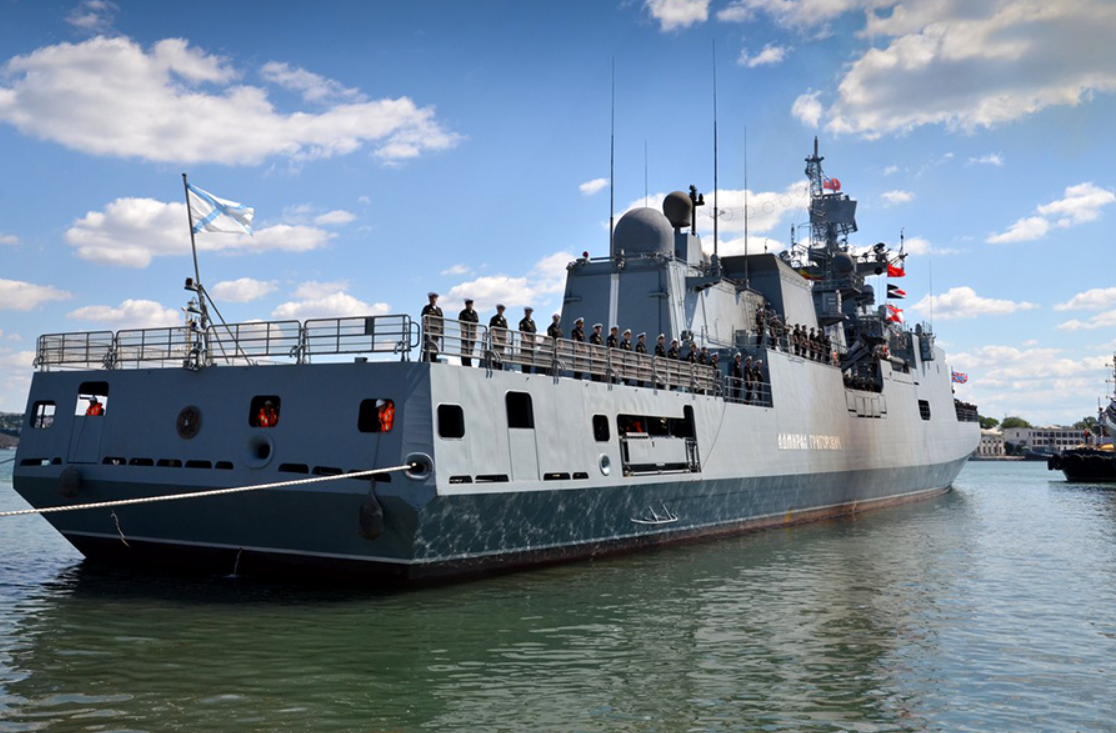
Фрегат «Адмирал Григорович» прибыл в Севастополь. 9 июня 2016 года

С 6 мая по 9 июня 2016 года фрегат совершил межфлотский переход в Севастополь, в ходе которого, совместно с морским буксиром ВМФ России «Виктор Конецкий», посетил порт островного государства Мальта и отработал в Средиземном море действия по поиску и обнаружению подводных лодок совместно с дальним противолодочным самолётом Ту-142М3.
В июле 2016 года корабль вышел в Чёрное море для учений с артиллерийскими стрельбами по морскому буксируемому щиту и сбрасываемой авиационной мишени, а также с отработкой нанесения ракетного удара в морском бою и обороны от средств воздушного нападения условного противника.
25 июля 2016 года корабль прибыл в Новороссийск и ошвартовался в Морском порту для участия в международном этапе конкурса «Кубок моря-2016» (проводимый в рамках «Армейских международных игр — 2016»).
С 24 по 27 августа 2016 года принимал участие в проходящих в морских полигонах Чёрного моря учениях по поиску и уничтожению «вражеской» подлодки. Подлодка проекта 636.3 «Ростов-на-Дону» выполняла роль субмарины условного противника.
24 сентября 2016 года вышел из Севастополя в дальний средиземноморский поход, во время которого совершил деловые заходы на греческие острова Корфу и Лефкада. Планируется, что на Лефкаде черноморцы примут участие в церемонии открытия бюста адмирала Фёдора Ушакова.
3 октября 2016 года, экипаж корабля завершил программу участия в мероприятиях XV общественного форума «Русская неделя на Ионических островах» и к 6 октября 2016 года, корабль вернулся к месту постоянного базирования в Севастополь.
26 декабря 2016 года участвовал в поисково-спасательной операции после крушения Ту-154 под Сочи.
С 3 по 4 апреля 2017 года участвовал в совместных военно-морских учениях с ВМС Турции (фрегат Barbaros и противолодочный корвет Büyükada). В ходе неофициального визита командующий ВМС Турции адмирал Вейсел Кёселе в сопровождении командующего Черноморским флотом РФ адмирала Александра Витко посетил фрегат «Адмирал Григорович».
С 8 апреля — несёт службу в составе постоянной группировки ВМФ России на Средиземном море возле Сирии.
12 июля 2017 года завершил выполнение задач в составе постоянного оперативного соединения ВМФ России в Средиземном море и прибыл в Севастополь. Общая продолжительность похода корабля превысила 4 месяца.
30 июля 2017 года принял участие в прошедшем в Севастополе параде в честь празднования дня ВМФ России.
6 сентября 2017 года принял участие в плановых командно-штабных учениях (КШУ) проводившихся в полигонах боевой подготовки флота на Чёрном море.
14 сентября 2017 года принял участие в мероприятиях по боевой подготовке, в ходе которых отработал взаимодействие с лётчиками отдельного морского смешанного авиационного полка с использованием вертолётов Ка-27 в противолодочном и спасательном вариантах, которые выполнили порядка 10 взлётов и посадок на борт корабля. В полигоне боевой подготовки фрегат огнём корабельной артиллерии поразил воздушные и морские мишени, а также уничтожил «плавающую мину».
С 19 сентября 2017 года участвовал в заводских ходовых испытаниях по взаимодействию с малым ракетным кораблём «Вышний Волочёк».
25 сентября 2017 года прошёл через Черноморские проливы и вошёл в Средиземное море для несения службы в составе постоянной группировки ВМФ России на Средиземном море.
1 октября 2017 года завершил пребывание в порту Керкира на греческом острове Корфу, где экипаж принимал участие в мероприятиях XVI общественного форума «Русская неделя на Ионических островах».
4 октября 2017 года прибыл в Севастополь.
1 декабря 2017 года вышел из Севастополя для выполнения задач в составе постоянного оперативного соединения ВМФ России в Средиземном море.
20 декабря 2017 года пресс-служба Южного военного округа сообщила, что в ходе работы авиации на фрегате «Адмирал Григорович» в Средиземном море прошли тренировки корабельных расчётов авиационного комплекса корабля, обеспечивающих полёты вертолёта Ка-27ПЛ.
2 марта 2018 года экипаж фрегата «Адмирал Григорович» провёл комплекс учений на переходе морем, находясь в акватории Средиземного моря.
1 июня 2018 года вернулся в Севастополь.
24 августа вышел на крупнейшие учения в Средиземное море, проводившиеся ВМФ России.
С 23 апреля 2019 года выполняет задачи в составе постоянного оперативного соединения ВМФ России в Средиземном море.

## Боевое применение

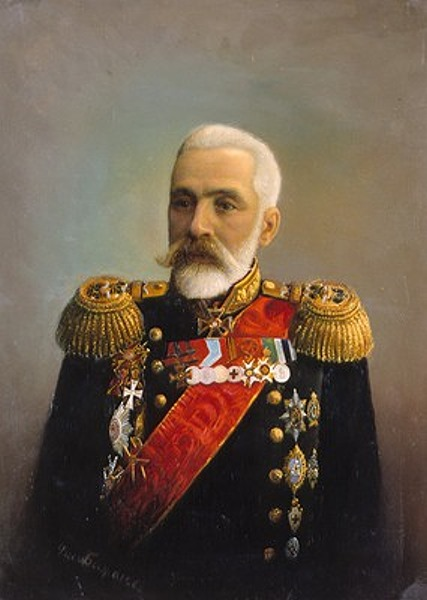
Адмирал Иван Григорович

3 ноября 2016 года корабль отправился из Севастополя в Средиземное море, для усиления постоянной группировки ВМФ России на Средиземном море у берегов Сирии. Спустя две недели корабль совершил пуски крылатых ракет «Калибр» по террористическим группировкам ИГ и «Джебхат ан-Нусра» в Сирии из восточной части Средиземного моря. 19 декабря 2016 года корабль вернулся в Севастополь после завершения выполнения в течение полутора месяцев задач в акватории Средиземного моря.
22 июня 2017 года корабль вновь выполнил пуски крылатых ракет «Калибр» по укрытиям боевиков ИГ.

## Командиры корабля
Командир корабля (период, месяца, года):
- капитан 2-го ранга Сергей Геннадьевич Арешкин (ноябрь 2014 — февраль 2016)[40]
- капитан 2-го ранга Анатолий Васильевич Величко (февраль 2016 года — август 2018)[41]
- капитан 2-го ранга Роман Варченко (август 2018 года — март 2019) [42]
- капитан 2-го ранга Константин Аксёнов (с марта 2019)